# Marcelino Olaechea Loizaga
Marcelino Olaechea Loizaga SDB (* 9. Januar 1889 in Baracaldo; † 2. Oktober 1972 in Valencia) war ein spanischer Ordenspriester und Erzbischof von Valencia.

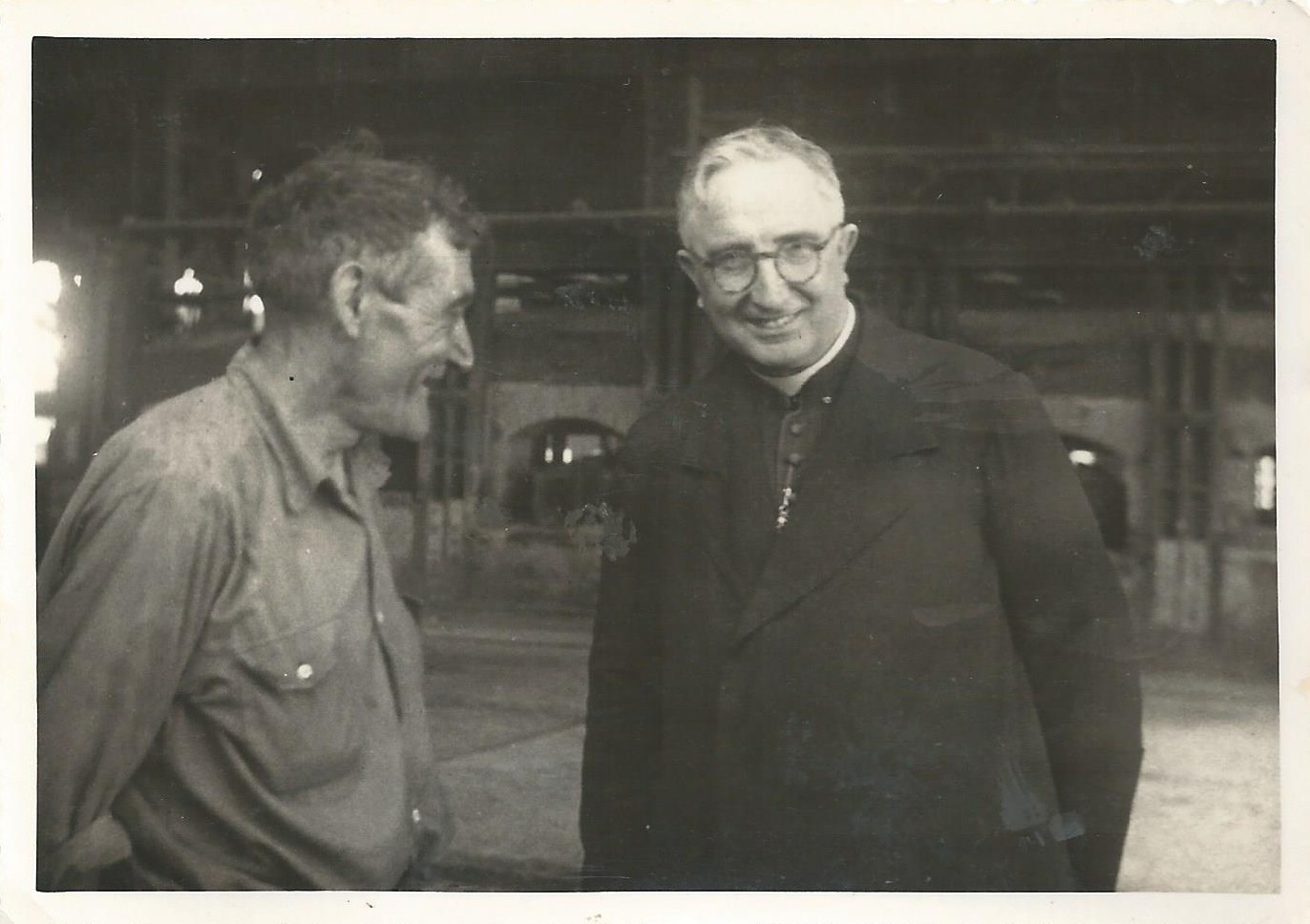
Erzbischof Marcelino Olaechea mit einem Metallarbeiter (1950er-Jahre)

## Leben
1897 war Marcelino Olaechea ins salesianische Kolleg von Baracaldo eingetreten, 1901 wechselte er in das Ausbildungshaus der Salesianer nach Villaverde de Pontones. Im Noviziat und philosophischen Studentat von Carabanchel Alto studierte er Philosophie. Theologie studierte er im internationalen Studentat der Salesianer von Turin.
Am 20. Dezember 1915 empfing Olachea die Priesterweihe und war anschließend Direktor verschiedener Ordenskollege (1915 in La Coruña und 1917 in Carabanchel). Später war er Provinzial in Katalonien, Valencia und Madrid.
1933 visitierte er, beauftragt vom Heiligen Stuhl, die Seminare der Kirchenprovinzen von Valencia, Granada und Sevilla. 1934 wurde er Direktor des salesianischen Kollegs Ronda de Atocha in Madrid.
Er war während des Spanischen Bürgerkriegs und danach von 1935 bis 1946 Bischof von Pamplona. Die Bischofsweihe war am 27. Oktober 1935 in Madrid durch Kardinal Federico Tedeschini erfolgt. Zunächst der erste Anhänger der affirmativ vertretenen Auffassung, dass der Bürgerkrieg ein „Kreuzzug“ sei, änderte er seine Meinung und forderte am 15. November 1936 ein Ende des Blutvergießens.
Am 17. Februar 1946 wurde er von Papst Pius XII. zum Erzbischof des Erzbistums Valencia ernannt und blieb dies bis zu seiner Emeritierung am 18. November 1966.
Papst Paul VI. berief ihn anschließend zum Titularerzbischof von Subbar, auf dessen Titel er am 11. Dezember 1970 resignierte.
Marcelino Olaechea wurde in der Kapelle Santo Tomás de Villanueva der Kathedrale von Valencia beigesetzt.